# Gostimë
Gostimë és un poble i un antic municipi del comtat d'Elbasan, al centre d'Albània. Amb la reforma del govern local de 2015 es va convertir en una subdivisió del municipi Cërrik. La població al cens de 2011 era de 8.116 habitants. La unitat municipal està formada pels pobles Gostimë, Gjyral, Shtepanj, Shushicë, Shtermen, Malasej i Çartallos.